# Karhu-Kissat
Karhu-Kissat – fiński klub hokeja na lodzie z siedzibą w Helsinkach.
Uchodzi za drugi najstarszy klub hokeja na lodzie w Finlandii (założony w dedykacji wyłącznie w tej dyscyplinie).

## Sukcesy
- Awans do SM-sarja: 1946, 1950, 1971, 1973
- Srebrny medal mistrzostw Finlandii: 1954

## Szkoleniowcy
Od 1983 do 1986 trenerem drużyny był Jarmo Tolvanen.